# 비탈리 데니소프 (축구 선수)
비탈리 겐나디예비치 데니소프(우즈베크어: Vitaliy Gennadyevich Denisov, 러시아어: Вита́лий Генна́дьевич Дени́сов, 1987년 2월 23일 ~ )는 우즈베키스탄의 축구 선수로 현재 FK 부하라에서 수비수로 활동 중이며 겐나디 데니소프 전 FC AGMK 수석 코치의 아들이다.

## 클럽 경력
2003년 러시아 프리미어리그의 CSKA 모스크바와 입단 계약을 체결한 후 2005년까지 몸 담으며 2004년 리그 준우승, 2004-05년 UEFA 유로파리그 우승, 2004-05 시즌 러시아 컵 우승, 2005년 UEFA 슈퍼컵 준우승 등을 경험했으나 리그에서는 단 1경기도 출전하지 못했고 컵대회에서는 단 2경기 출장에 그쳤다.
이후 2006년 러시아 퍼스트 리그의 스파르타크 니즈니노브고로드로 이적하여 2006 시즌 공식전 39경기를 소화한 뒤 팀 해체 후 2007년 우크라이나 프리미어리그의 FC 드니프로와 입단 계약을 체결했다.
그리고 드니프로로 이적 후 2012-13 시즌 중반까지 공식전 163경기를 소화하며 5번의 리그 4위(2006-07, 2007-08, 2010-11, 2011-12), 5번의 UEFA 유로파리그 진출, 2번의 우크라이나컵 4강 진출(2010-11, 2012-13) 등에 공헌하는 등 드니프로의 주축 수비수로 활약했으며 이에 힘입어 2013년 우즈베키스탄 올해의 축구 선수에 선정되었다.
그 후 2012-13 시즌이 한참 진행되던 중 로코모티브 모스크바 이적을 통해 약 6년만에 러시아 리그로 복귀하여 2017-18 시즌까지 공식전 141경기를 소화하는 동안 러시아 컵 2회 우승(2014-15, 2016-17), 2017-18 리그 우승, 러시아 슈퍼컵 2회 준우승(2015, 2017) 등을 달성했고 2013-14 시즌에는 팀을 리그 3위로 이끈 공로를 인정받아 리그 최고의 레프트 백으로 선정되는 기염을 토했다.
이후 크릴리야 소베토프 사마라, 루빈 카잔, 로토르 볼고그라드, 톰 톰스크를 거쳐 2021년 6월 8일 러시아 퍼스트 리그의 발티카 칼리닌그라드로 이적했다.

## 국가대표팀 경력
2006년 2월 22일 방글라데시와의 2007년 AFC 아시안컵 예선 F조 조별리그 1차전에서 국제 A매치 데뷔전을 치른 후 2007년 AFC 아시안컵 본선 엔트리에 이름을 올렸다.
그 후 2008년 6월 2일 싱가포르와의 2010년 FIFA 월드컵 아시아 지역 3차 예선 4조 3차전에서 A매치 데뷔골을 터뜨리며 팀의 7-3 대승과 함께 최종 예선 진출에 일조했다.

## 수상
개인
- 우즈베키스탄의 올해의 축구 선수 : 2013